# Archibald Campbell, 3. Duke of Argyll

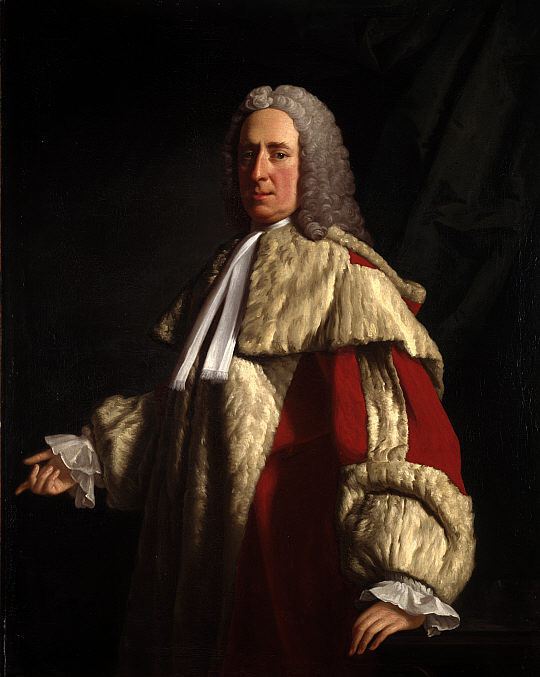
Allan Ramsay: Archibald Campbell, 3. Duke of Argyll, Öl auf Leinwand, 1744

Archibald Campbell, 3. Duke of Argyll PC (* 1. Juni 1682 in Ham House, Petersham, Surrey; † 15. April 1761 in London) war ein schottisch-britischer Aristokrat, Richter und Politiker. Zwischen 1706 und 1743 führte er den Namen Archibald Campbell, 1. Earl of Ilay.

## Leben
Archibald Campbell war der zweite Sohn des Archibald Campbell, 10. Earl of Argyll (1658–1703) aus dessen Ehe mit Lady Elizabeth Tollemache (1659–1735), Tochter der Elizabeth Tollemache, 2. Countess of Dysart. Sein Vater wurde 1701 zum Duke of Argyll erhoben.
Er besuchte das Eton College und studierte an den Universitäten Glasgow und Utrecht. Von 1705 bis 1750 war er ein Lord des schottischen Schatzamtes. 1706 wurde er einer der Kommissare für den Act of Union 1707. Am 19. Oktober 1706 wurden ihm die erblichen schottischen Adelstitel Earl of Ilay, Viscount of Ilay und Lord Oransay, Dunoon and Arase verliehen. 1707 wurde er als einer von 16 schottischen Representative Peers ins neue gesamtbritische House of Lords gewählt. 1708 wurde er als Extraordinary Lord of Session Richter am Court of Session. Parallel war er auch Offizier in der British Army und wurde 1709 zum Colonel des späteren 36th Regiment of Foot ernannt, er legte diesen Dienstposten aber 1710 zugunsten seiner richterlichen und politischen Karriere nieder. 1710 stieg er zum Lord President des Court of Session auf und war damit bis zu seinem Tod der oberste Richter Schottlands. 1711 wurde er in den britischen Kronrat (Privy Council) aufgenommen. Von 1714 bis 1716 hatte er auch das Amt des Lord Clerk Register inne. 1715 beteiligte er sich an der Niederschlagung des Jakobitenaufstands und wurde in der Schlacht von Sheriffmuir verwundet. 1715 wurde er zum Lord Lieutenant von Midlothian und 1737 auch zum Lord Lieutenant von Haddingtonshire ernannt und hatte beide Ämter bis zu seinem Tod inne.
Während der Amtszeiten von Sir Robert Walpole (1721–1742), Spencer Compton, 1. Earl of Wilmington (1742–1743) und Henry Pelham (1743–1754) beherrschte er, zum einen durch die Macht der Campbells, zum andern mit Unterstützung der Regierung, die Politik in Schottland. Von 1721 bis 1733 und erneut von 1733 bis 1761 hatte er das Staatsamt des Lord Keeper of the Privy Seal of Scotland inne.
Campbell war einer der Begründer der Royal Bank of Scotland (RBS), die im Jahr 1727 durch königliches Dekret gegründet wurde, und fungierte als erster Gouverneur der Bank. Sein Porträt – basierend auf einem Gemälde von Allan Ramsay – erscheint seit 1987 auf der Vorderseite (mit der Beschreibung Lord Ilay, First Governor) und als Wasserzeichen auf allen Banknoten der Royal Bank of Scotland.
Als 1743 sein älterer Bruder John Campbell, 2. Duke of Argyll, starb ohne Söhne zu hinterlassen, erbte Campbell auch dessen schottische Adelstitel als 3. Duke of Argyll, 3. Marquess of Kintyre and Lorne, 12. Earl of Argyll, 3. Earl of Campbell and Cowall, 3. Viscount Lochow and Glenyla, 13. Lord Campbell, 12. Lord Lorne, 6. Lord Kintyre, 3. Lord Inverary, Mull, Moreen and Tirie und 5. Baronet, of Lundy, sowie die Chiefwürde des Clan Campbell.
Archibald Campbell baute das Stammschloss der Campbells Inveraray Castle wieder auf und gilt als Begründer des Ortes Inveraray. Der Duke war ein begeisterter Botaniker und ließ eine große Anzahl von exotischen Pflanzen und Bäumen importieren. Horace Walpole gab ihm sogar den Spitznamen Treemonger. Nach seinem Tod erbte sein Neffe John Stuart, 3. Earl of Bute (1713–1792) seinen großen Garten; dieser war der Grundstock der späteren berühmten Royal Botanic Gardens in Kew. Sie wurden von der Prinzessin Augusta von Sachsen-Gotha-Altenburg, der Witwe Friedrich Ludwigs, des Prince of Wales, deutlich erweitert. Ihm zu Ehren wurde der The Duke of Argyll's Tea Tree (Gemeiner Bocksdorn), ein importierter Strauch, nach ihm benannt.
Archibald Campbell, 3. Duke of Argyll, blieb unverheiratet und starb 1761 ohne legitime Nachkommen. Der Duketitel ging an seinen Cousin John Campbell (1693–1770) über.

## Name in verschiedenen Lebensphasen
- 1682–1701 Hon. Archibald Campbell
- 1701–1706 Lord Archibald Campbell
- 1706–1743 Archibald Campbell, 1. Earl of Ilay
- 1743–1761 Archibald Campbell, 3. Duke of Argyll